# Didier Bellens
Didier Bellens est un homme d'affaires belge né le 9 juin 1955 et mort le 28 février 2016.

## Biographie
Diplômé de l'ULB, il est formé entre autres chez Albert Frère. Il est administrateur-délégué de Belgacom entre 2003 et le 15 novembre 2013, date à laquelle il est révoqué par le Conseil des Ministres représentant l'État belge, principal actionnaire de Belgacom.
Il a par ailleurs été touché par une polémique de grande ampleur en Belgique après avoir touché un salaire de 2,6 millions d'euros en 2011, de la part de Belgacom. Cette polémique provient notamment du parlementaire Dirk Van der Maelen, qui estime qu'une entreprise qui reçoit de l'aide de l'État devrait arrêter de donner des bonus. En avril 2016, Didier Bellens fait partie de la liste d'accusés par l'affaire des Panama Papers.